# Der Schmuck des Rajah
Der Schmuck des Rajah ist der Titel eines stummen deutschen Melodrams, das Urban Gad 1917 mit Nils Chrisander, Ernst Hofmann und Maria Widal in den Hauptrollen für die Saturn-Film AG Berlin inszeniert hat.

## Handlung
Nedda Fender ist schwanger von ihrem Freund James Bertau, der sich daraufhin aus dem Staub macht und nach Indien reist. Nachdem sie ihr Kind zur Welt gebracht hat, gibt Nedda das Baby in Pflege und wird Gesellschafterin einer vermögenden Tante. Währenddessen hat James in Indien Besuch aus der alten Heimat bekommen: Es ist sein Freund Gilbert. Der überredet ihn dazu, mit ihm zurückzukehren. Wieder daheim, scheitert Bertaus Versöhnungsversuch mit Nedda, denn sie ist noch immer tief getroffen von seiner Treulosigkeit und Unanständigkeit und verlobt sich stattdessen mit Gilbert. Dieser weiß jedoch nichts vom Beziehungsgeflecht Nedda-James und schenkt seiner Braut in spe einen von James abgekauften Schmuck, der angeblich einst einem Maharadscha (= Rajah) gehört haben soll.
Da Neddas Kind zwischenzeitlich schwer erkrankt ist und die Heilungskosten viel Geld verschlingen, verkauft Nedda die Diamanten des Rajah-Schmucks und ersetzt sie durch wertlose Steine. Auf der Verlobungsfeier zu Ehren Neddas und Gilberts ist auch ein Edelstein-Sachverständiger anwesend, der sich den Maharadscha-Schmuck einmal näher anschaut und konstatiert, dass es sich hier um eine Fälschung handelt. Da Gilbert den Schmuck von James gekauft hatte, steht dieser sogleich als Betrüger da und wird verhaftet. James, in seiner Ehre tief verletzt, will sich mit Gift das Leben nehmen, wird aber im letzten Augenblick gerettet. Es kommt zu einer Gerichtsverhandlung, bei der Nedda die Zusammenhänge aufklärt. Nedda und James versöhnen sich, und der Freigesprochene kann bald darauf die Schwester seines Freundes Gilbert zum Altar führen.

## Produktionsnotizen
Der Schmuck des Rajah entstand als Produktion No. 630 der Saturn-Film AG in deren Atelier in Berlin, Große Frankfurter Straße 106 und wurde von Otto Jäger photographiert. Wer die Atelierbauten entwarf bzw. errichtete, ist nicht überliefert.
Der Vierakter lag der Zensurbehörde im August 1917 in der Länge von 1423 Meter vor; die Polizei Berlin verhängte unter der Nr. 40825 über ihn ein Jugendverbot. Damit wurde er wenig später uraufgeführt.
Auch die k.u.k. Zensurstellen in Österreich fanden den Film „für Jugendliche nicht geeignet“ und erließen 'Schulverbot'. Er wurde auch in Ungarn unter dem landessprachlichen Titel A Rajah kincse gezeigt.

## Rezeption
Ein doppelseitiges Inserat der „Polo“ Film-Vertriebs Ges. mbH Wien VII in der österreichischen Fachzeitschrift Neue Kino Rundschau Nr. 54 vom 16. März 1918 auf den S. 58–59 gab die Vorführung am Dienstag, den 19. März bekannt und erklärte:
„Der Schmuck des Rajahs – Ein Film den jedes Theater spielen muss!“
Eine ausführliche Filmbeschreibung zu „Der Schmuck der[sic] Rajah. Drama in 4 Akten. Monopol der ‚Polo‘-Film-Ges.“ erschien in Neue Kino Rundschau Nr. 56 vom 30. März 1918.
„Der Schmuck des Rajahs“ [sic] lief am 20. Juli 1918 im Prinzess-Theater zu Dresden, Prager Straße 59.
Der Film wird erwähnt in
- MKTA, 16. Dezember 1917
- Neue Kino Rundschau No. 54, 1918
- Neue Kino Rundschau No. 56, 1918

und ist verzeichnet bei
- Birett, Verzeichnis in Deutschland gelaufener Filme, (München) No. 243, 1917 und (München) No. 407, 1917
- Lamprecht Vol. 18 No. 360

## Belege
1. ↑  Große Frankfurter Straße 106 (142): 1918 Saturn Film AG (gegr. August 1913), vgl. cinegraph.de
2. ↑  ein genaues Datum ist derzeit nicht bekannt. Die Datenbanken einschl. Det Danske Filminstitutet geben als Erscheinungsjahr 1917 an. Das 2010 von Peter Schepelern herausgegebene Filmleksikon nennt dagegen das Jahr 1918.
3. ↑  vgl. Caneppele 2002 (Tirol) und 2003 (Prag, gehörte 1917 noch zum Kaiserreich Österreich-Ungarn)
4. ↑  dt.: Der Schatz des Rajah, vgl. IMDb/releaseinfo
5. ↑  online bei ANNO, S. 58–59.
6. ↑  online bei ANNO
7. ↑  auch: Prinzess-Lichtspiele, Erstaufführungstheater mit 890 Sitzplätzen, erbaut 1912–1916, galt als eines der elegantesten Kinos Dresdens. Vgl.    isgv.de